# Dació en pagament

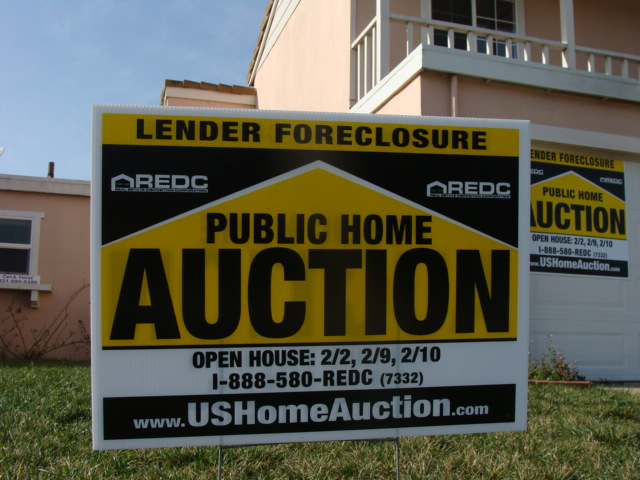
Casa a subhasta pública a Salinas, Califòrnia. Un dels nombrosos immobles sota execució hipotecària després de l'esclat de la bombolla immobiliària als Estats Units per la crisi de les hipoteques subprime, que va ser l'origen de la crisi financera de 2008 i de la crisi econòmica de 2008.
Al dret anglosaxó, la dació en pagament -el lliurament de l'immoble hipotecat salda el deute amb el banc- és bastant comuna.

 Dació en pagament o insolutumdació (en llatí datio in solutum) és la denominació de l'acte en virtut del qual el deutor, realitza, a «títol de pagament», una prestació diversa de la deguda al creditor, que accepta rebre-la en substitució d'aquesta. De vegades, en un sentit més restringit, per dació en pagament s'entén concretament el lliurament d'una cosa corporal o diners com a equivalència del compliment de l'obligació originària de donar, fer o no fer.
La dació en pagament sol aplicar-se com a sistema de pagament final per part del deutor d'una hipoteca immobiliària de la qual no es pot complir el pagament de les quotes imposades pel crèdit hipotecari establert i en la qual es lliura l'immoble, en comptes de diners, per alliberar el deute.

## Dació en pagament a Espanya
La Llei Hipotecària, en l'article 140, deixa oberta la possibilitat de pactar en l'escriptura de constitució de la hipoteca voluntària que l'obligació garantida es faci només efectiva sobre els béns hipotecats. En aquest cas, la responsabilitat del deutor i l'acció del creditor, per virtut del préstec hipotecari, quedaran limitades a l'import dels béns hipotecats, i no arriben als altres béns del patrimoni del deutor. En aquest cas, la Llei Hipotecària vigent preveu la dació en pagament, sempre que es pacti amb l'entitat creditícia o creditor abans de formalitzar el préstec hipotecari. En cas de no haver-hi un pacte entre deutor i creditor, segons el que disposa l'article 105 de la mateixa llei, la hipoteca es pot constituir en garantia de tota classe d'obligacions i no altera la responsabilitat personal il·limitada del deutor que estableix l'article 1.911 del Codi Civil.
El Codi civil espanyol no parla de la dació en pagament com a manera d'extingir les obligacions, encara que dona per suposada la institució en els articles 1.521 i 1.636, en tractar de les rescicions, i en algunes altres disposicions, previstes a l'article 155 de la Llei Concursal.
El 12 de febrer de 2013 el Congrés dels diputats va aprovar tramitar una ILP amb la dació en pagament amb caràcter retroactiu, l'ampliació de la moratòria per als desnonaments i l'ampliació de la base d'habitatges socials ja aprovada pel govern.